# Сингаївський Володимир Іванович
Володимир Іванович Сингаївський (нар. 25 березня 1933, Шатрище — пом. 2007) — український живописець; член Спілки художників України з 1980 року. Заслужений діяч мистецтв України з 1992 року.
Лауреат Літературно-мистецької премії імені Івана Нечуя-Левицького.

## Біографія
Народився 25 березня 1933 року в селі Щатрищі (тепер Коростенський район Житомирської області, Україна). 1966 року закінчив Київський художній інститут (викладачі Петро Сльота, Михайло Хмелько, Ілля Штільман). У 1966—1988 роках викладав у ньому.
Жив у Києві, в будинку на Бастіонному провулку № 9, квартира 85. Помер у 2007 році.

## Творчість

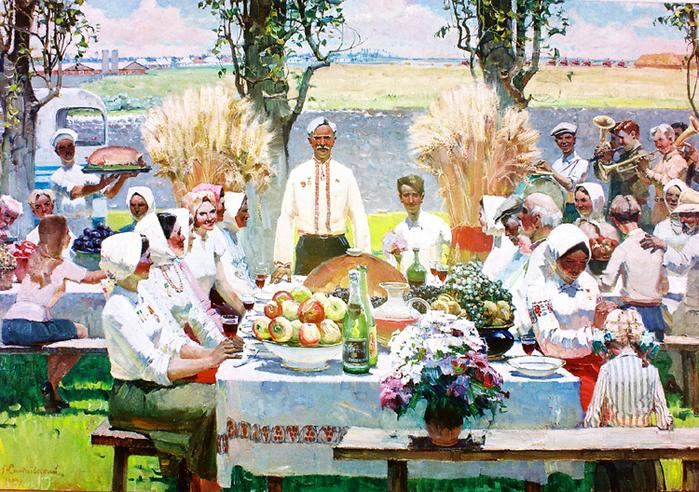
«Свято врожаю»

Працював в галузі станкового живопису. Автор жанрових картин, портретів, пейзажів і натюрмортів. Серед робіт:
- «Травневий Київ» (1967);
- «Портрет дівчини» (1970-ті; полотно на картоні, олія);
- «Свято врожаю» (1980, полотно, олія);
- «Святять ножі» (1981, картон, олія).

Брав участь у республіканських, всесоюзних та закордонних виставках з 1964 року.
Твори художника представлені в Національному художньому музеї України, в музейних та приватних колекціях в Україні та за її межами.